# ألد ديفيز
ألد ديفيز (بالإنجليزية: Aled Davies)‏ هو لاعب اتحاد الرغبي بريطاني، ولد في 19 يوليو 1992 في كارماذن ‏ في المملكة المتحدة.

## وصلات خارجية
- ألد ديفيز على موقع دوري الرغبي الممتاز (الإنجليزية)
- ألد ديفيز عل موقع إسبنسكروم (الإنجليزية)
- ألد ديفيز على موقع ItsRugby.co.uk (الإنجليزية)